# Axians
Axians is een internationaal ICT-merk onderdeel van het Franse VINCI Energies. In 2023 heeft Axians tien vestigingen in Nederland en vijf in België.
In 2014 nam VINCI Energies het bedrijf Imtech ICT over en schaarde dit onderdeel een jaar later onder de merknaam Axians.